# 枇杷叶山龙眼
枇杷叶山龙眼（学名：Helicia obovatifolia var. mixta）为山龙眼科山龙眼属下的一个变种。